# Scott Higham
Scott Higham (ur. 14 września 1973 w Londynie) – angielski perkusista. Od 2008 roku perkusista zespołu Pendragon. Wcześniej grywał w wielu zespołach, m.in. Angel Witch, Paul Samson's Metallic Blue, The Lizard Kings, Euphoria i Shadowkeep. Obecnie oprócz pracy w zespole Pendragon grywa też w projekcie Clive'a Nolana Caamora.

## Dyskografia
Pendragon
- 2008 - Pure

Caamora
- 2007 - Walk on Water (EP)
- 2008 - Embarace (EP)
- 2008 - She (DVD)
- 2008 - She (LP)

Shadowkeep
- 2002 - A Chaos Theory

Angel Witch
- 2000 - Live at The LA2

Euphoria
- 2004 - Just Another Day